# فرانسیسکو آنتکرا
فرانسیسکو آنتکرا (اسپانیایی: Francisco Antequera‎؛ زادهٔ ۹ مارس ۱۹۶۴) دوچرخه‌سوار اهل اسپانیا است. وی در بازی‌های المپیک تابستانی ۱۹۸۴ شرکت کرده است.